# Nikołaj Popow (inżynier)
Nikołaj Siergiejewicz Popow (ros. Никола́й Серге́евич Попо́в, ur. 14 grudnia 1931 w stanicy Ust' Łabinskaja w Kraju Krasnodarskim, zm. 3 lutego 2008 w Petersburgu) – radziecki inżynier, Bohater Pracy Socjalistycznej (1975).

## Życiorys
W 1955 ukończył Charkowski Instytut Politechniczny, później pracował w biurze konstruktorskim Kirowskiej Fabryki w Leningradzie, 1955-1961 był tam inżynierem konstruktorem, a 1961-1968 szefem działu uzbrojenia. 1968-1985 główny konstruktor, później generalny konstruktor Fabryki Kirowskiej; pod jego kierownictwem skonstruowano m.in. czołg T-80 z silnikiem turbowałowym i system przeciwlotniczy S-300W. Od 1992 generalny konstruktor i dyrektor generalny OAO "Specjalne Biuro Konstruktorskie Budowy Maszyn Transportowych" w Petersburgu. Autor ponad 40 prac naukowych. 1981-1990 członek KC KPZR.

## Odznaczenia i nagrody
- Medal Sierp i Młot Bohatera Pracy Socjalistycznej (8 października 1975)
- Order Lenina
- Order Rewolucji Październikowej
- Order Czerwonego Sztandaru Pracy
- Order „Za zasługi dla Ojczyzny” IV klasy (1996)
- Nagroda Leninowska (1978)
- Nagroda Państwowa ZSRR (1984)
- Nagroda Państwowa Federacji Rosyjskiej (1993)

I medale.